# Sevel Sogn
Sevel Sogn er et sogn i Holstebro Provsti (Viborg Stift).
I 1800-tallet var Sevel Sogn et selvstændigt pastorat. Det hørte til Ginding Herred i Ringkøbing Amt. Sevel sognekommune blev ved kommunalreformen i 1970 indlemmet i Vinderup Kommune, der ved strukturreformen i 2007 indgik i Holstebro Kommune.
I Sevel Sogn ligger Sevel Kirke. Den fik to filialkirker: Trandum Kirke blev indviet i 1891, og Herrup Kirke blev indviet i 1920. Trandum og Herrup blev kirkedistrikter i Sevel Sogn. I 2010 blev kirkedistrikterne udskilt som de selvstændige Trandum Sogn og Herrup Sogn.
I Sevel, Trandum og Herrup sogne findes følgende autoriserede stednavne:
- Bederholm (bebyggelse)
- Bjergby (bebyggelse)
- Bjørnkær (bebyggelse)
- Blakskær (bebyggelse, ejerlav)
- Djeld (bebyggelse, ejerlav)
- Dueholm (bebyggelse, ejerlav)
- Feldsgårde (bebyggelse)
- Flyndersø (vandareal)
- Godrum (bebyggelse)
- Grimmebakker (areal)
- Gunderup (bebyggelse)
- Hagelkær (bebyggelse)
- Hale (bebyggelse)
- Hedegård (bebyggelse, ejerlav)
- Helledal Bakker (areal)
- Herrup (bebyggelse)
- Hjelm Hede (bebyggelse)
- Hjerl Hede (areal, bebyggelse)
- Husted (bebyggelse)
- Hvejnkær (bebyggelse)
- Jattrup (bebyggelse, ejerlav)
- Jattrup Huse (bebyggelse)
- Karstoft (bebyggelse)
- Kokborg (bebyggelse)
- Lindholt (bebyggelse)
- Mogenstrup (bebyggelse, ejerlav)
- Mundbjerg (bebyggelse)
- Møgelvang (bebyggelse)
- Navtrup (bebyggelse, ejerlav)
- Plomgårde (bebyggelse)
- Rydhave Plantage (areal)
- Røjbæk (bebyggelse)
- Rønnes Mose (areal)
- Rågårde (bebyggelse, ejerlav)
- Salshøj (areal)
- Sebstrup (bebyggelse, ejerlav)
- Sevel (bebyggelse, ejerlav)
- Sevel Plantage (areal)
- Sevel Skovby (bebyggelse, ejerlav)
- Sevelskov (bebyggelse, ejerlav)
- Skallesø (vandareal)
- Skovhuse (bebyggelse)
- Stubbergård Sø (vandareal)
- Stubberkloster Plantage (areal)
- Svendshede (bebyggelse)
- Søgård (bebyggelse)
- Tophøje (areal)
- Trandum (bebyggelse, ejerlav)
- Trandum Hede (bebyggelse)
- Trandum Kirkegårde (bebyggelse, ejerlav)
- Trandum Skovby (bebyggelse, ejerlav)
- Vesterhede (bebyggelse)